# Тополокоцето (Авелино)
Тополокоцето је насеље у Италији у округу Авелино, региону Кампанија.
Према процени из 2011. у насељу је живело 14 становника. Насеље се налази на надморској висини од 505 м.